# تولید قهوه

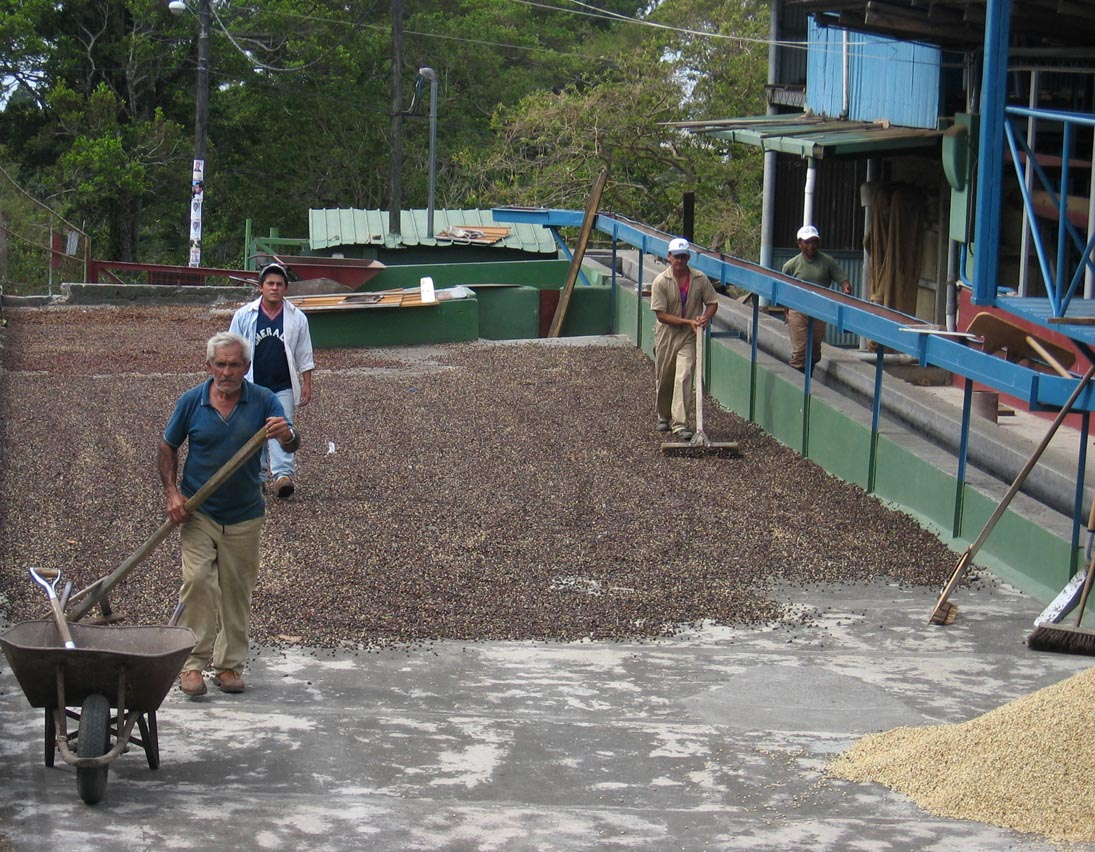
خشک کردن سنتی قهوه در بوکته، پاناما

تولید قهوه فرایند صنعتی تبدیل میوه خام گیاه قهوه به قهوه تمام شده است. از گیلاس قهوه، میوه یا پالپ آن جدا می‌شود و دانه آن را خشک می‌کنند. در حالی که تمام دانه‌های قهوه فرآوری می‌شوند، روشی مورد استفاده متفاوت است و می‌تواند تأثیر قابل توجهی بر طعم قهوه برشته‌شده و دم کرده داشته باشد. تولید قهوه منبع اصلی درآمد ۱۲٫۵ میلیون خانوار است که بیشتر آنها ساکن کشورهای در حال توسعه هستند.